# 太陽とイカロス
「太陽とイカロス」は、日本のロックバンド、BUCK-TICKの42枚目のシングル。2023年3月8日にLingua Sounda/JVCケンウッド・ビクターエンタテインメントから発売。

## 概要
メジャーデビュー35周年となる2023年に3作連続リリースが決定し、本作はその第1弾にあたる。
表題曲は星野英彦作曲、櫻井敦司作詞による楽曲となっている。星野が表題曲の作曲を手がけるのは2014年発売の両A面シングル『LOVE PARADE/STEPPERS -PARADE-』以来約9年ぶり。カップリングには4月発売のアルバム『異空 -IZORA-』収録予定の「名も無きわたし」の、YOW-ROWによるリミックスを収録。また、近年のBUCK-TICKのCDシングルとしては珍しくCDのみの1形態での販売となる。
本作の発売と同日に、青木亮二によるミュージックビデオも公開された。ちなみにBUCK-TICKの作品に携わったのはこれが初とのこと。

## 収録曲
全編曲：BUCK-TICK
1. 太陽とイカロス
作詞：櫻井敦司、作曲：星野英彦
2. 名も無きわたし -花鳥風月REMIX-
作詞：櫻井敦司、作曲：今井寿、リミックス：YOW-ROW(GARI)